# Микелтадзе, Бека
Бе́ка Микелта́дзе (груз. ბექა მიქელთაძე; 26 ноября 1997, Кутаиси, Грузия) — грузинский футболист, нападающий корейского клуба «Кванджу» и национальный сборной Грузии.

## Биография

### Клубная карьера
Дебютировал в чемпионате Грузии в 2014 году в составе клуба «Зестафони», за который сыграл 6 матчей. В январе 2015 года подписал контракт с тбилисским «Динамо», но первые несколько лет был игроком запаса и редко выходил на поле. В 2017 году стал твёрдым игроком основы и провёл за команду 35 из 36 матчей и забил 15 голов, став одним из лучших бомбардиров чемпионата. Сезон 2018 начал в клубе «Рустави», но по ходу сезона подписал контракт с кипрским клубом «Анортосис».
8 июля 2019 года на правах свободного агента перешёл в казанский «Рубин», контракт с клубом подписал до конца сезона 2019/20. Дебютировал в Премьер-лиге 21 июля в матче 2-го тура против московского «Динамо» (1:0), в котором вышел на замену после перерыва и забил победный гол на 90+3 минуте матча.
В феврале 2020 года, проведя за сезон 11 игр в РПЛ и забив 1 гол, был отдан в аренду в волгоградский "Ротор", выступающий в ФНЛ. В летнее межсезонье подписал с волгоградским клубом полноценный контракт.
В сезоне 2020/2021 выступал с "Ротором" в высшем дивизионе чемпионата России, провел за клуб 14 матчей, так и не забив ни одного гола.
2 февраля 2021 года контракт был разорван по обоюдному согласию сторон.

### Карьера в сборной
С 2014 года выступал за сборные Грузии различных возрастов.
В 2020 году дебютировал за основную сборную Грузии.